# Adam Hanuszkiewicz
Adam Stanisław Hanuszkiewicz est un acteur et directeur de théâtre polonais né le 16 juin 1924 à Lviv et mort le 4 décembre 2011 à Varsovie. Il est pendant de nombreuses années le directeur artistique du Théâtre Powszechny de Varsovie, du Théâtre national de Varsovie et du Nouveau Théâtre de Varsovie.

## Biographie

### Enfance et études
Il naît le 16 juin 1924 à Lviv et y passe son enfance et sa jeunesse, ses parents y tiennent un magasin familial d'épices, de café et de thé,. Il s'intéresse au théâtre par l'intermédiaire de son oncle, violoncelliste au Grand Théâtre de Lviv, qui l'emmène parfois assister à des représentations.
Avant la guerre, il fréquente le lycée d'État Stefan Batory à Lviv. Il passe l'occupation à Lviv. Il n'est diplômé d'aucune école d'art dramatique,. Il passe ses examens en 1946 à Łódź devant un jury composé de Leon Schiller, Edmund Wierciński, Jacek Woszczerowicz et Aleksander Zelwerowicz.

### Carrière

#### Débuts
En juillet 1944, près de Rzeszów, où il vit, il rejoint une compagnie théâtrale de l'armée polonaise fondée en 1943 à Sielce nad Oką en tant que Théâtre du soldat du 1er Corps des forces armées polonaises en URSS (pl),. En 1945, il travaille au théâtre Wanda Siemaszkowa de Rzeszów (pl), où il fait ses débuts en interprétant un ingénieur héroïque dans l'opérette Miłość na Marsie. Il se produit également pendant un an au théâtre Cyprian Kamil Norwid, où il débute dans le rôle de Wacław dans Zemsta d'Aleksander Fredro mis en scène par Stefania Domańska (pl). De 1946 à 1949, il se produit avec l'ensemble de Juliusz Osterwa (pl) au Théâtre dramatique de la ville de Cracovie, puis, jusqu'en 1950, au TR Warszawa et, jusqu'en 1955, au Théâtre polonais de Poznań, où, en 1952, il réalise sa première mise en scène, Niespokojna starość de Leonid Rachmanov (ru).

#### Période varsovienne
À partir de 1955, il travaille principalement à Varsovie. Il est cofondateur du Théâtre de la télévision, où il met en scène sa première pièce télévisée Złoty lis de Jerzy Andrzejewski en 1955, et en est le directeur principal entre 1957 et 1963. De 1956 à 1968, il est directeur et gérant du théâtre Powszechny de Varsovie.
En 1968, il devient directeur du Théâtre national après que Kazimierz Dejmek (pl), dont la mise en scène de Dziady était considérée comme antisoviétique, a été démis de ses fonctions. Il crée de nombreuses productions spectaculaires, originales et modernes au Théâtre national, dont Balladyna en 1974, avec des costumes modernes et des motos Honda,. Au cours de son mandat, il prépare également les premières des pièces de théâtre.
En 1970, il se rend à Lviv, sa ville natale, pour la première fois depuis 1944. Il prend contact avec le Théâtre populaire polonais de Lviv dirigé par Zbigniew Chrzanowski.
Au début des années 1980, il perd la confiance des autorités parce que, pendant la loi martiale, il se joint au boycott de la télévision mené par la communauté des acteurs. Pour cette raison, il est démis de ses fonctions de directeur du Théâtre national de Varsovie, après avoir présenté son spectacle d'adieu, Śpiewnik domowy, en 1983. Il dirige ensuite les théâtres de Varsovie : Ateneum et Studio, ainsi qu'à Łódź et à l'étranger. De 1989 à 2007, il est directeur du théâtre Nowy à Varsovie.
Il meurt le 4 décembre 2011 dans un hôpital de Varsovie, rue Stępińska. Ses funérailles ont eu lieu le 8 décembre 2011 au cimetière militaire de Powązki à Varsovie (section de cimetière A2-allée du mérite-9). L'urne contenant les cendres de l'artiste est recouverte de terre provenant du cimetière de Lytchakiv.